# Luxembourg for Finance
Luxembourg for Finance es una organización sin ánimo de lucro encargada de la promoción y el desarrollo del Centro Financiero de Luxemburgo. Es una asociación entre el Gobierno de Luxemburgo y la Federación de la Industria Financiera de Luxemburgo y reúne a los diferentes organismos comerciales del sector financiero luxemburgués, como la Asociación de Banqueros, la Asociación de la Industria de Fondos y la Asociación de Compañías de Seguros.

Fundada en 2008, el objetivo de Luxembourg for Finance es ayudar a desarrollar y diversificar la industria de servicios financieros de Luxemburgo, posicionar el centro financiero en el extranjero e identificar nuevas oportunidades de negocio. Conecta a los inversores internacionales con la gama de servicios financieros que se prestan en el país europeo, como fondos de inversión, gestión de patrimonios, operaciones de mercado de capitales o servicios de asesoramiento. En 2018 se vinculó a la Alianza Mundial de Centros Financieros Internacionales como uno de sus 17 miembros a nivel internacional.